# Amiral Ganteaume
Die Amiral Ganteaume war ein 1902 in Dienst gestelltes Dampfschiff, das zunächst als Frachter unter britischer Flagge, ab 1904 aber als Passagierschiff im Einsatz war und ab 1913 von der französische Reederei Chargeurs Réunis als Fährschiff auf dem Ärmelkanal eingesetzt wurde.
Am 26. Oktober 1914 wurde das Schiff vor Cap Gris-Nez an der französischen Kanalküste von einem deutschen U-Boot torpediert und beschädigt. Es war das erste Mal, dass im Ersten Weltkrieg ein Passagierschiff (das allerdings als Hilfskriegsschiff genutzt wurde) ohne Vorwarnung von einem deutschen U-Boot angegriffen wurde. Die Amiral Ganteaume sank nicht und konnte abgeschleppt werden, aber 40 Passagiere kamen durch den Angriff ums Leben, was heftige anti-deutsche Kritik in der Presse auslöste. Die Amiral Ganteaume wurde wieder repariert und 1934 in Italien verschrottet.

## Das Schiff
Das 4.590 BRT große Dampfschiff wurde als Orient Point auf der Werft C. Napier & Miller Ltd. in Glasgow für die 1893 gegründete, in Liverpool ansässige Reederei Norfolk & North American Steam Shipping Company (Simpson, Spence & Young) gebaut, die Handelsverkehr zwischen Liverpool und Philadelphia betrieb. Sie hatte ein baugleiches Schwesterschiff, die ebenfalls bei C. Napier & Miller gebaute South Point (4.604 BRT, 1902). Die 122,10 Meter lange und 15,24 Meter breite Orient Point hatte einen Schornstein, zwei Masten und einen Propeller und wurde von einer zweizylindrigen Dreifachexpansions-Dampfmaschine angetrieben, die das Schiff auf 10,5 Knoten beschleunigen konnte.
Am 7. August 1902 lief die Orient Point vom Stapel und wurde noch im gleichen Jahr in Dienst gestellt. 1904 wurde sie zusammen mit ihrem Schwesterschiff an die britische Allan Line verkauft, die sie in Hibernian (II) und Hungarian (II) umbenannte und im Passagierdienst einsetzte. 1913 wurden beide Schiffe erneut verkauft, dieses Mal an die französische Reederei Chargeurs Réunis mit Sitz in Le Havre. Die Orient Point erhielt den neuen Namen Amiral Ganteaume (nach Honoré Ganteaume) und die South Point wurde in Amiral Charner (nach Léonard Victor Charner) umbenannt.
Am 1. September 1914 wurde die Amiral Ganteaume von der französischen Regierung für den Kriegseinsatz requiriert. Anschließend war sie an der Beförderung von Truppen für die Schlacht an der Marne beteiligt. Am 5./6. Oktober 1914 brachte sie die 87. Division Territoriale von Le Havre nach Dünkirchen und am 10./11. Oktober 1914 die 89. Division Territoriale von Cherbourg nach Dünkirchen.

## U-Boot-Angriff
Am Montag, dem 26. Oktober 1914 befand sich die Amiral Ganteaume auf einer Überfahrt von Calais nach Le Havre. Sie hatte 2500 belgische Zivilisten an Bord, darunter zahlreiche Frauen und Kinder. Etwa zwölf Seemeilen vor Cap Gris-Nez wurde der Dampfer gegen 16.30 Uhr nachmittags von dem deutschen U-Boot U 17 (Kapitänleutnant Johannes Feldkirchner) torpediert.
Die in der Nähe befindliche britische Kanalfähre Queen (1.676 BRT, 1903) der South Eastern and Chatham Railway Company (Kapitän Robert Carey) sah Rauch aufsteigen und kam der getroffenen Amiral Ganteaume zu Hilfe. Augenzeugen an Bord der Queen beschrieben später, dass an Bord der Amiral Ganteaume große Panik herrschte und dass Passagiere über Bord sprangen oder geschubst wurden. Andere kletterten verängstigt in die Takelage. Kapitän Carey brachte sein Schiff parallel zur Amiral Ganteaume und begann, Überlebende aufzunehmen. Insgesamt 40 Passagiere und Besatzungsmitglieder kamen durch den Angriff ums Leben; viele direkt durch die Explosion, andere ertranken nach dem Sprung vom Schiff.
Die Queen nahm anschließend Kurs auf England und traf gegen 19 Uhr mit den Überlebenden an Bord in der Hafenstadt Folkestone ein, wo die Verletzten erst ins Pavilion Hotel und später in das Folkestone Hospital gebracht und die Unverletzten in einen Zug nach London gesetzt wurden.
Die Amiral Ganteaume blieb schwimmfähig und schaffte es nach Boulogne. Anschließend wurde sie für Inspektionen und Reparaturen nach Bordeaux geschleppt, wo sie am 27. Oktober eintraf.

## Nachspiel
Zunächst glaubte man, die Amiral Ganteaume sei auf eine Seemine gelaufen. Die deutsche Regierung bestritt, das Schiff torpediert zu haben. Erst als in einem der Rettungsboote ein Stück von einem Torpedo mit deutscher Beschriftung gefunden wurde, kam die Torpedierung durch U 17 ans Licht (in manchen Quellen wird fälschlicherweise angegeben, dass U 24 die Amiral Ganteaume torpediert habe).
Zeitungen beschrieben den Angriff ohne Vorwarnung als „Mord“ und stellten das Kaiserreich an den Pranger. Bei der offiziellen Untersuchung des Vorfalls in Paris beschrieb der überlebende Kapitän der Amiral Ganteaume, dass der Torpedo an der Steuerbordseite zwischen Maschinenraum und Kohlenbunker eingeschlagen sei und eine bis zu 45 Meter hohe Wassersäule erzeugt habe.
Die Amiral Ganteaume wurde repariert und schließlich am 19. Januar 1918 aus dem Kriegsdienst entlassen. Ab April 1919 war sie im Passagierverkehr von Le Havre nach Haiphong (Vietnam) eingesetzt, bis sie im Januar 1934 zum Abbruch nach Italien verkauft wurde. Am 3. Februar 1934 verließ sie letztmals Le Havre und traf nach einem Zwischenstopp in Cardiff am 14. März 1934 in Savona ein, wo sie anschließend verschrottet wurde.